# قبرستان (فیلم)
قبرستان (انگلیسی: Boneyard) یک فیلم جنایی و دلهره‌آور آمریکایی محصول سال ۲۰۲۴ به کارگردانی آصف اکبر با بازی مل گیبسون، فیفتی سنت و برایان وان هالت است. 
یک رئیس پلیس و یک کارآگاه با ماموران اف بی آی همراه می‌شوند تا قاتلی زنجیره‌ای را پیدا کنند که بقایای قربانیانش را در بیابان نیومکزیکو رها کرده است؛ اما درگیر پیچیدگی‌هایی می‌شوند که همه را در دایره مظنونان قرار می‌دهد. 

## داستان
یک مامور اداره تحقیقات فدرال (گیبسون) و رئیس پلیس در البوکرکی، نیومکزیکو (سنت) در جستجوی یک قاتل زنجیره‌ای هستند که با نام استخوان جمع‌کن شناخته می‌شود، اما رئیس می‌ترسد که قاتل در واقع یکی از افسران خودش باشد.

## بازیگران
- مل گیبسون در نقش مامور پتروویک
- فیفتی سنت در نقش رئیس کارتر
- برایان وان هولت در نقش کارآگاه اورتگا
- نورا زهتنر در نقش کارآگاه یانگ
- گابریل هاو در نقش سلنا

## تولید
فیلمبرداری اصلی در سال ۲۰۲۳ در لاس وگاس آغاز شد. این فیلم توسط لاینزگیت توزیع می‌شود.